# Los Angeles Thieves
Pour ligue compétitive, voir Call of Duty League.
Les Los Angeles Thieves ou LA Thieves sont une équipe professionnelle américaine de la Call of Duty League (CDL) basée à Los Angeles, en Californie. Elle appartient à l'entreprise américaine de vêtements 100 Thieves.

## Histoire

### Saison 2021:Call of Duty: Black Ops Cold War
Le 6 novembre 2020, 100 Thieves annonce son expansion sur la franchise du jeu Call of Duty, la toute nouvelle Call of Duty League, à la suite de l'achat du slot détenu par Immortals Gaming Club sous la marque OpTic Gaming Los Angeles. Cela marque le retour de l'ancien joueur professionnel d'esport, devenu PDG Matthew Haag, sur la scène où sa carrière a débuté.
Les LA Thieves n'ont pas obtenu de place dans la saison inaugurale de la Call of Duty League 2020 (en). Ils héritent de l'effectif composé de Kenneth « Kenny » Williams, Thomas « TJHaLy »  Haly, Austin « SlasheR »  Liddicoat et Zack « Drazah » Jordan en tant que remplaçant, et ont ensuite ajouté Donovan « Temp » Laroda comme quatrième joueur et Jordan « JKap » Kaplan comme entraîneur,. Au cours de la saison 2021, l'équipe procède à de nombreux changements d'effectif et de bancs, en signant divers joueurs tels que Carlos « Venom » Hernandez, Cuyler « Huke »  Garland et Johnathon « John »  Perez,,. L'équipe termine la saison 2021 de la Call of Duty League avec une 7e place en saison régulière et une 7e/8e place au week-end de championnat, la dernière variation du roster de départ étant Drazah, John, Kenny et SlasheR.

### Saison 2022:Call of Duty: Vanguard
Après la fin de la saison 2021, l'équipe a libéré John, TJHaLy, Venom, SlasheR et Huke,,, Sam « Octane » Larew et Dylan « Envoy »  Hannon rejoignent la formation de départ avec Nathaniel « Pentagrxm »  Thomas en tant que remplaçant,,. Au milieu de la saison, Shane « ShAnE » McKerral rejoint le staff d'entraîneurs en tant qu'assistant.
2022 a été l'année la plus réussie de l'équipe, remportant son premier titre majeur au Major IV à New York, puis remportant le titre de la Call of Duty League 2022. C'est le premier titre de champion du monde de la franchise.

### Saison 2023:Call of Duty: Modern Warfare II
L'équipe commence l'intersaison sans apporter de changements et en gardant le même effectif. Lors des éliminatoires du Major 2, l'équipe a  appel à Kenyen « Capsidal » Sutton comme remplaçant temporaire en raison de problèmes de santé de Kenny.
L'équipe termine 1re du quatrième major de la saison et le deuxième titre de major pour les LA Thieves. Ils termine la saison en se classant 7e-8e au championnat CDL 2023 après avoir été éliminés par les Seattle Surge.

### Saison 2024:Call of Duty: Modern Warfare III
Pendant l'intersaison, Octane annonce sa retraite tandis que Drazah, Envoy et Kenny quitte l'équipe. En septembre 2023, l'équipe annonce l'arrivée pour leur roster de Marcus « Afro » Reid, Cameron « Cammy » McKilligan, Daniel « Ghosty » Rothe et Joseph « JoeDeceives » Romero. Après s'être classé 9e-12e lors du premier major de la saison et avoir affiché un bilan de 2V-5D lors des qualifications, Cammy est libéré et JoeDeceives est remplacé par Kyle « Kremp » Haworth et Byron « Nastie » Plumridge dans l'effectif. Après avoir terminé 9e-12e à nouveau lors du Major 2, Afro est mis sur le banc et JoeDeceives est réintégré dans le roster de départ. Ils termine la saison en se classant 4e au championnat CDL 2024 après avoir été éliminés par les Toronto Ultra.

### Saison 2025:Call of Duty: Black Ops 6
Pendant l'intersaison, d'un commun accord, les LA Thieves se sépare de l'entraîneur principal JKap ainsi que des joueurs Afro, Kremp, Nastie et JoeDeceives,,.
En septembre 2024, une nouvelle équipe est annoncée avec Ghosty. Le retour de Envoy alors chez les Toronto Ultra, Paco « HyDra » Rusiewiez et Thomas « Scrappy » Ernst comme roster de départ pour la saison 2025. L'entraîneur adjoint ShAnE est promu au poste d'entraîneur-principal. Troy « Sender » Michaels complète le personnel d'entraîneurs en tant qu'assistant,.
Finissant premier de la saison régulière, avec une victoires lors des deux derniers majors, LA Thieves échoue lors des playoffs dès le premier tours alors qu'ils avaient l'étiquette de favoris. Scrap est tout de même élu MVP de la saison régulière.

## Roster actuel
| Nat. | Pseudo  | Nom            | Rôle   | Date d'entrée     |
| ---- | ------- | -------------- | ------ | ----------------- |
|      | Ghosty  | Daniel Rothe   | joueur | 1 septembre 2023  |
|      | Envoy   | Dylan Hannon   | joueur | 26 septembre 2024 |
|      | HyDra   | Paco Rusiewiez | joueur | 26 septembre 2024 |
|      | Scrappy | Thomas Ernst   | joueur | 26 septembre 2024 |

|  | ShAnE  | Shane McKerral | head coach      | 28 septembre 2024 |
|  | Sender | Troy Michaels  | coach assistant | 1 octobre 2024    |

## Palmarès et résultats

### Aperçu des saisons
| Saison | Saison régulière | Saison régulière | Saison régulière | Saison régulière | Saison régulière | Saison régulière | Saison régulière | Rang final | Playoffs                                                        |
| Saison | J                | G                | P                | %G               | GW               | GL               | GW%              | Rang final | Playoffs                                                        |
| ------ | ---------------- | ---------------- | ---------------- | ---------------- | ---------------- | ---------------- | ---------------- | ---------- | --------------------------------------------------------------- |
| 2021   | 39               | 18               | 21               | 46,2%            | 74               | 83               | 47,1%            | 7e         | 7-8ème, Défaite au 1er tour, 2-3 (face au Minnesota Rokkr)      |
| 2022   | 35               | 18               | 17               | 51,4%            | 76               | 69               | 52,4%            | 3e         | 1er, a remporté la grande finale, 5–2 (face à Atlanta FaZe)     |
| 2023   | 46               | 27               | 19               | 58,7%            | 103              | 75               | 57,9%            | 5e         | 7-8e, perdu au premier tour, 2-3 (face aux Seattle Surge)       |
| 2024   | 37               | 17               | 20               | 45,9%            | 69               | 84               | 45,1%            | 7e         | 4ème, Perdu au 3e tour des perdants, 2-3 (face à Toronto Ultra) |
| 2025   | 48               | 37               | 11               | 77,1%            | 131              | 55               | 70,4%            | 1er        | 7-8ème, Défaite au 1er tour, 0-3 (face aux Seattle Surge)       |

### Principaux tournois gagnés
| Date       | Prix        | Événement                             | Roster                          |
| ---------- | ----------- | ------------------------------------- | ------------------------------- |
| 17/07/2022 | 200 000 $   | Call of Duty League 2022 - Major 4    | Drazah • Kenny • Octane • Envoy |
| 07/08/2022 | 1 200 000 $ | Call of Duty League Championship 2022 | Drazah • Kenny • Octane • Envoy |
| 23/04/2023 | 200 000 $   | Call of Duty League 2023 - Major 4    | Drazah • Kenny • Octane • Envoy |
| 27/04/2025 | 150 000 $   | Call of Duty League 2025 - Major 3    | Ghosty • Envoy • HyDra • Scrap  |
| 25/05/2025 | 150 000 $   | Call of Duty League 2025 - Major 4    | Ghosty • Envoy • HyDra • Scrap  |

### Réalisations individuelles

#### MVP de la COD League en saison régulière
- 2022 : Kenneth « Kenny » Williams
- 2025 : Thomas « Scrap » Ernst[33]

#### 2nd Team All-Star
- 2023: Sam « Octane » Larew